# Журнал высшей нервной деятельности имени И. П. Павлова
«Журнал высшей нервной деятельности имени И. П. Павлова» — российский научный журнал по физиологии.

## Описание
Журнал публикует результаты оригинальных теоретических и экспериментальных исследований по физиологии и патофизиологии высшей нервной деятельности, физиологии памяти, нейрофилософии, общей физиологии головного мозга и анализаторов, а также работы обзорного и дискуссионного характера. Особое внимание уделяется статьям, в которых освещаются связи высшей нервной деятельности с философией, психологией, педагогикой, биологией. Журнал рассчитан на широкие круги научных работников, аспирантов, профессорско-преподавательский состав высших заведений, студентов старших курсов философских, биологических и медицинских факультетов институтов, а также врачей и педагогов. Издание является рецензируемым и включено в Перечень ВАК. С 2008 г. журнал входит в систему РИНЦ, базы данных Scopus, Web of Science, PubMed.
Уникальность журнала заключается в возможности объединения работ специалистов разных направлений, начиная от вычислительной математики, молекулярной биологии, нейрофизиологии, нейрохимии и заканчивая проблемами неврологии и философии.

## История
Журнал высшей нервной деятельности им. И. П. Павлова основан в 1951 году приказом АН СССР вслед за созданием в 1950 г. Института высшей нервной деятельности АН СССР в Москве. Первым главным редактором был назначен директор Института чл.корр. РАН Э. А. Асратян. После Э. А. Асратяна главными редакторами решением РАН были назначены академик РАН П. В. Симонов (1981—2002), академик РАН И. А. Шевелев (2002—2010), чл. корр. РАН П. М. Балабан (с 2010 года).
С момента основания журнала последователи и непосредственные ученики классиков отечественной физиологии Эзрас Асратович Acpaтян, Михаил Николаевич Ливанов и Владимир Сергеевич Русинов, во главе своих научных коллективов, публиковали работы в журнале высшей нервной деятельности. До 1990 года на журнал были подписаны все ведущие университеты мира, причем по подписке получали только выпуски на русском языке. С 1980 года часть статей (по выбору специалистов американского издательства Plenum Press) переводилась на английский и публиковалась в международном журнале Neuroscience and Behavioral Physiology.